# 托尔马乔沃
托尔马乔沃（羅馬化：Tolmachyovo）是俄罗斯列宁格勒州的市级镇，属卢加区，地处列宁格勒州西南部卢加河畔，位于区行政中心卢加北偏东方，在州府圣彼得堡及加特契纳西南方。镇内设有同名铁路车站。
建于1858年，1938年设工人村（市级镇）。该地2021年人口有2,740人；2010年人口3,232；2002年人口3,378；1989年人口3,948。